# Hypholoma elongatipes
Hypholoma elongatipes är en svampart som först beskrevs av Peck, och fick sitt nu gällande namn av A.H. Sm. 1941. Hypholoma elongatipes ingår i släktet Hypholoma och familjen Strophariaceae.   Inga underarter finns listade i Catalogue of Life.